# 托列多島
62°37′29″S 61°18′04″W / 62.62472°S 61.30111°W
托列多島（Toledo Island），是南極洲的島嶼，位於南設得蘭群島的拉吉德島西岸，處於謝菲爾德角以南1.23公里和烏蓋恩角西北面0.3公里的斯米亞多沃灣，長0.32公里、寬0.11公里，現時由南極條約體系管理。